# Pseudophyx inextrema
Pseudophyx inextrema là một loài bướm đêm trong họ Noctuidae.